# 11798 Davidsson
11798 Davidsson (1980 FH5) là một tiểu hành tinh vành đai chính được phát hiện ngày 16 tháng 3 năm 1980 bởi C.-I. Lagerkvist ở Đài thiên văn Nam Âu.